# 大垣友紀惠
大垣 友紀惠（おおがき ゆきえ、1980年 - ）は、日本のグラフィックデザイナー。広告会社ADKのアートディレクター。

## 経歴
千葉県市川市で生まれる。1993年、全日本空輸(ANA)が搭乗者数5億人を突破したことを記念して行った機体のデザインの一般公募に、当時小学6年生だった大垣の「空飛ぶ鯨」が採用され、「マリンジャンボ」「マリンジャンボJr.」としてボーイング747-400D、ボーイング767-300に塗装される。
これをきっかけにデザイナーを志し、千葉県立船橋高等学校卒業後千葉大学工学部へ入学しデザインを学ぶ。2005年、千葉大学大学院工学研究科デザイン専攻を修了し、アサツー ディ・ケイ（現ADKホールディングス）入社。
ADK入社後は、JAグループ「みんなのよい食プロジェクト」のシンボルマークなどのデザインや絵本の挿絵なども手掛けているほか、2013年からは母校千葉大学の非常勤講師も務めている。
2018年に東京ミッドタウン2018お正月のメインアートとして松尾拓弥と共同制作した「”ワン”ダフル アーキテクチャー」（英語名：PLAY to PRAY “ARF!-itecture”） が、1962年創設の英国デザインアワード「D&AD Award 2019」のイラストレーション部門のShortlistに選出 された。
2022年に出版した『一生幸せになれる料理147 お魚イラストレシピ大百科』は「D&AD Award 2023」のブックデザイン部⾨で「Wood Pencil」（ブロンズ）を受賞、同グラフィックデザイン部⾨でも「Shortlist」に選出されている。

## 作品
- ANA マリンジャンボ(1993)

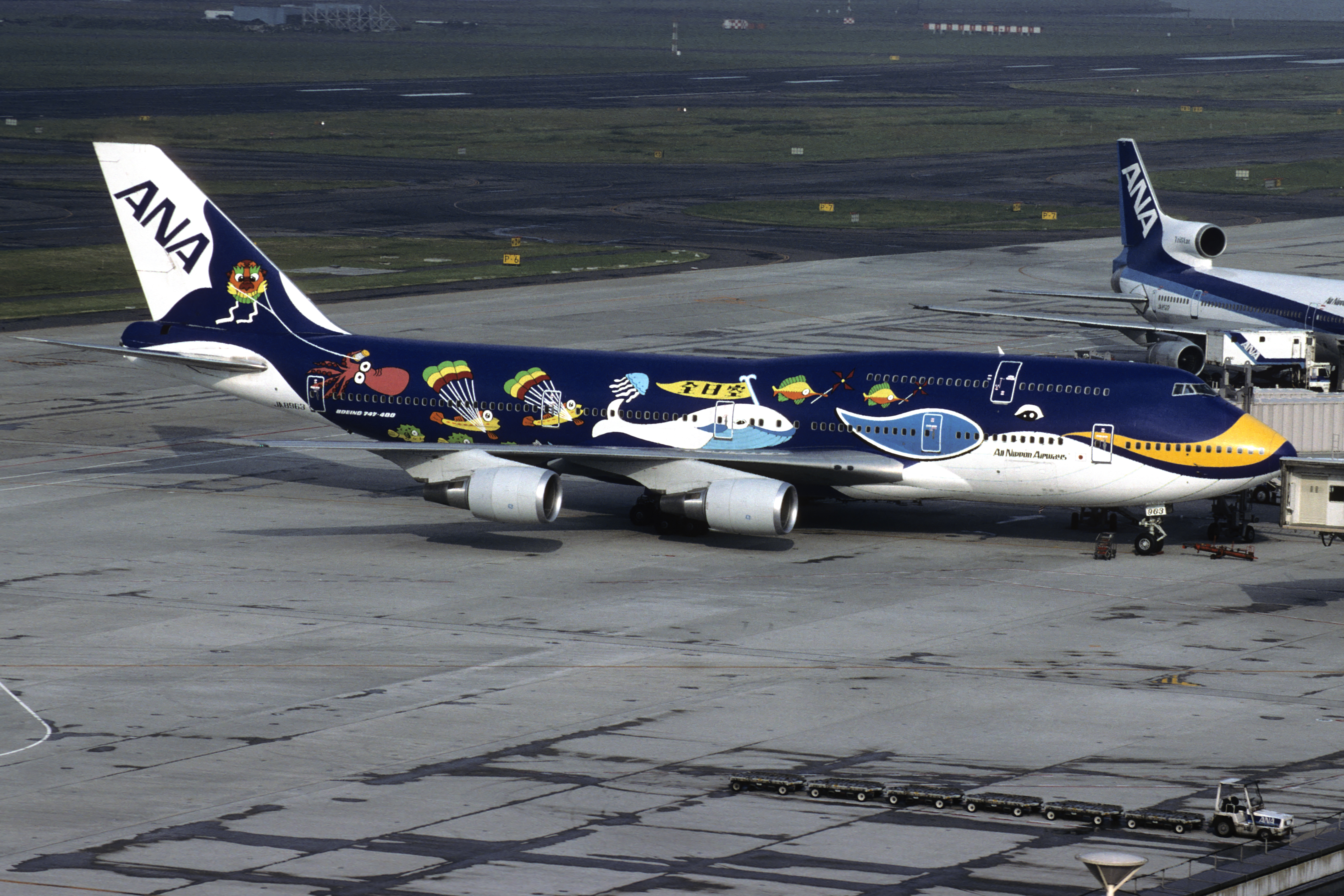
ANA マリンジャンボ ボーイング747-481D(JA8963)

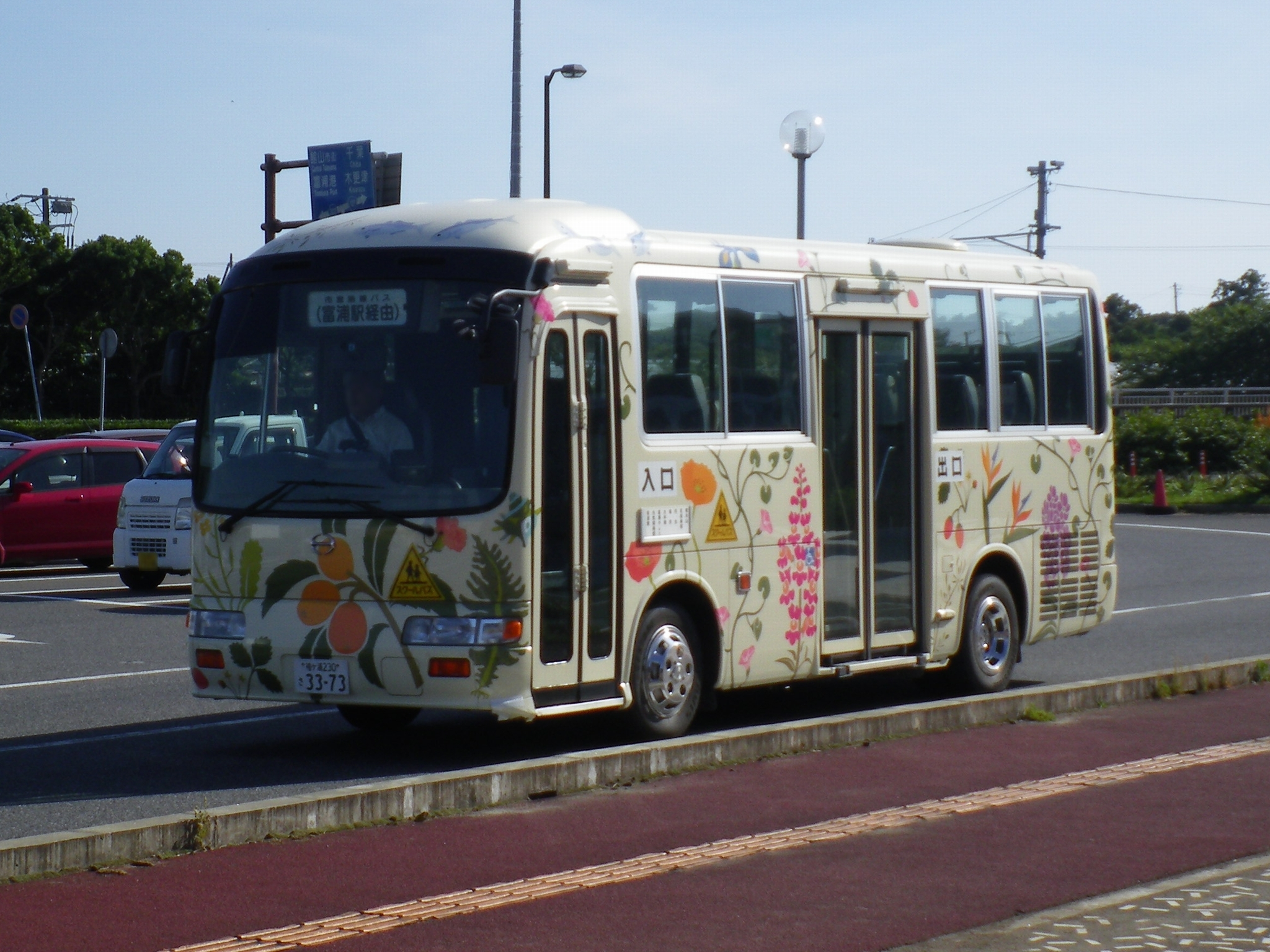
南房総市営バス冨浦線・さざなみ号

- ANA 佐賀インターナショナルバルーンフェスタ 熱気球デザイン(2008)[3]
- JAグループ「みんなのよい食プロジェクト」シンボルマーク
- メディケア生命保険マスコット メディくん[7]
- 南房総市営バス冨浦線・さざなみ号[7]
- メニコン マスコットキャラクター「メル助」[7]
- 東京ミッドタウン2018お正月メインアート「”ワン”ダフル アーキテクチャー」（英語名：PLAY to PRAY “ARF!-itecture”）

ほか

## 著書
- 大垣友紀惠『空とぶクジラ』汐文社、1993年。ISBN 4811300688。
- 大垣友紀惠『こんな恐竜知ってる?』汐文社、1996年。ISBN 4811303113。
- 高橋和の助『こども武士道 大切な教えの巻』大垣友紀惠（絵）、講談社、2010年。ISBN 9784062163576。
- 高橋和の助『こども武士道 今日から実践の巻』大垣友紀惠（絵）、講談社、2011年。ISBN 9784062169059。
- いとうとしこ『るすばんできるかな?』大垣友紀惠（絵）、白泉社、2013年。ISBN 9784592761617。
- 大垣友紀惠『はなもようのこいぬ : サラサーラとフロリットのものがたり』ハースト婦人画報社、2013年。ISBN 9784573031289。
- 小山薫堂『パチパチのほし』大垣友紀惠（絵）、千倉書房、2014年。ISBN 9784805110249。
- 大垣友紀惠『一生幸せになれる料理147 お魚イラストレシピ大百科』つり人社、2022年。ISBN 9784864473866。